# Nieuwspoort
Nieuwspoort is een internationaal perscentrum en sociëteit in Den Haag. Het is gevestigd te Den Haag en wordt beheerd door de Stichting Internationaal Perscentrum Nieuwspoort. De doelgroep wordt gevormd door buitenlandse correspondenten, journalisten, politici, voorlichters en public relations-functionarissen. 
Nieuwspoort is op 5 maart 1962 opgericht als ontmoetingsplaats voor informatie-uitwisseling en nieuwsverwerking. De sociëteit telt ruim 2300 leden, die 'poorters' worden genoemd. Men kan lid worden door coöptatie. Organisaties kunnen er bijeenkomsten beleggen op hun vakgebied. Deze worden 'poorten' genoemd. Een belangrijke regel is dat een poort niet gebruikt mag worden voor reclamedoeleinden.

## Geschiedenis
Nieuwspoort was aanvankelijk gevestigd in een vervallen voormalig vioolbouwershuisje aan de Hofsingel. Dit monumentale pandje is na een verbouwing opgenomen in het gebouw van de Tweede Kamer. In 1992 vestigde Nieuwspoort zich aan de Lange Poten in het uitgebreide en verbouwde Tweede Kamercomplex, het gedeelte waarin vroeger het Grand Hotel Central huisde. Dertig jaar later, in 2022, verhuisde het perscentrum vanwege de renovatie van het Binnenhof naar Bezuidenhoutseweg 67.

## Nieuwspoortcode
De sociëteit van Nieuwspoort is de plaats waar parlementariërs, persvoorlichters en journalisten elkaar informeel treffen, aan de bar, de leestafel of in het restaurantgedeelte. Er gelden huisregels voor de omgang met vertrouwelijk bedoelde gesprekken. Voor nieuwtjes die worden uitgewisseld geldt de zogeheten Nieuwspoortcode: wat er besproken wordt kan in de media worden gebruikt, maar de bron blijft onvermeld, net als de plaats waar het nieuws vandaan kwam. De code staat geregeld ter discussie maar geldt nog steeds in het sociëteitsgedeelte. De code geldt niet in de gedeelten van het gebouw waar bijvoorbeeld persconferenties worden gegeven.

## Persconferenties Minister-president
In 1970 stelde premier De Jong de wekelijkse persconferentie van de minister-president in, gehouden in Nieuwspoort na de ministerraad op vrijdag. Aan dit gebruik kwam in 2007 tijdelijk een einde toen premier Balkenende de wekelijkse persconferentie op zijn ministerie van Algemene Zaken ging geven. In 2010 herstelde premier Rutte de traditie van de persconferentie in Nieuwspoort. 

## Bestuur
Sinds 2016 hanteert Nieuwspoort een bestuursmodel van een directeur-bestuurder met een raad van toezicht. Directeur-bestuurder is Eric Janssen, voorzitter Raad van Toezicht is Wilco Boom van de NOS.
Tot 2016 had Nieuwspoort een gekozen dagelijks bestuur met een algemeen bestuur. De leden van Nieuwspoort kozen om de vier jaar het Dagelijks Bestuur, bestaande uit twee journalisten, twee politici en twee voorlichters/lobbysten. De voorzitter was altijd een journalist. Het algemeen bestuur bestond uit het dagelijks bestuur plus vertegenwoordigers van organisaties als de NVJ, het Genootschap van Hoofdredacteuren, de Parlementaire Pers Vereniging, de Buitenlandse Persvereniging, de Vereniging van Onderzoeksjournalisten, de VORA (overheidsvoorlichting) en de gemeente Den Haag die zogenoemde kwaliteitszetels innamen.

## Oorlogsmonument

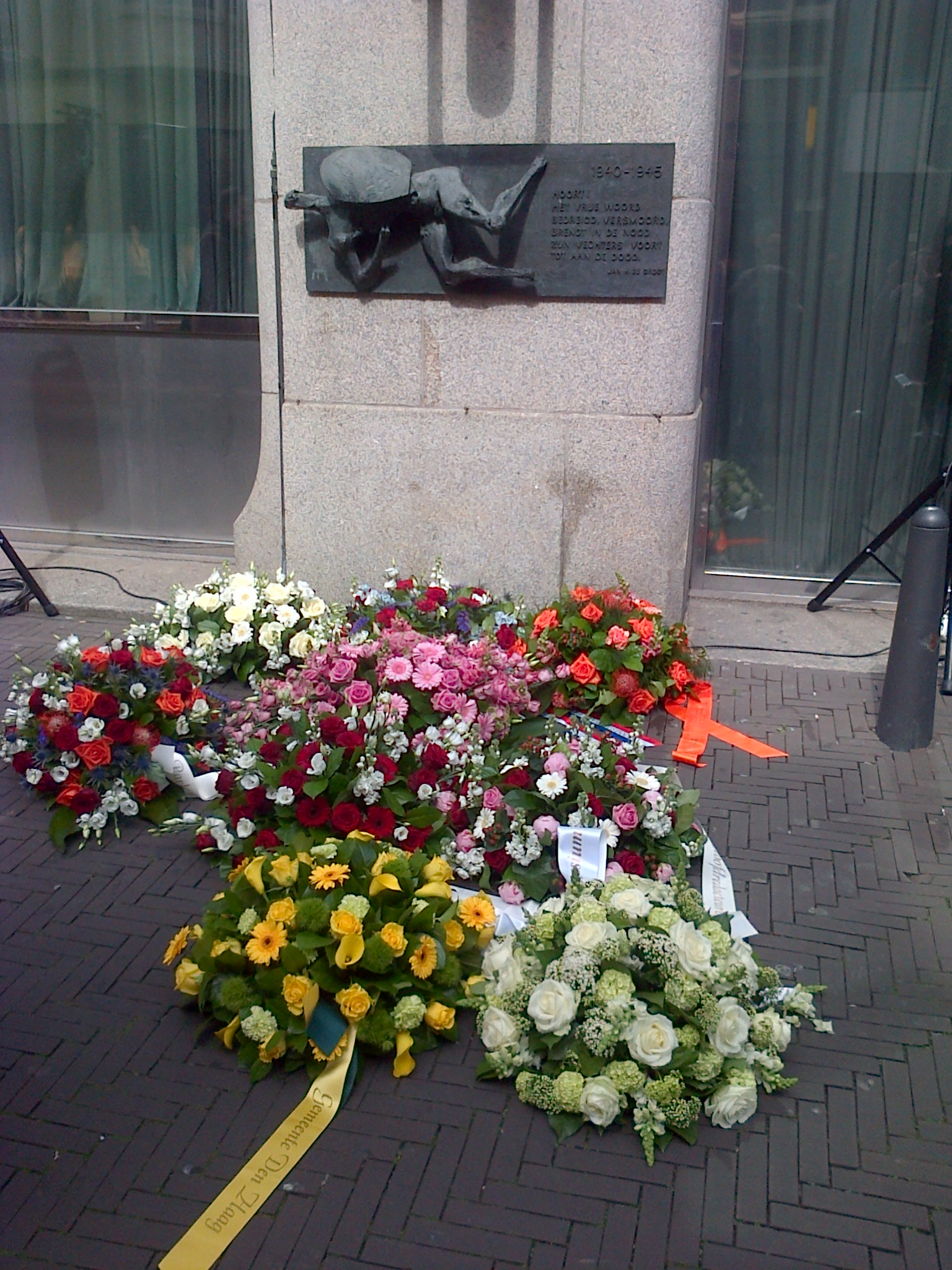
Kransen op 4 mei 2014

Aan de gevel aan de Lange Poten is een reliëf van Rudi Rooijackers aangebracht. Het was oorspronkelijk in 1967 gemaakt het pand aan de Hofsingel. Hier worden op 4 mei diegenen herdacht die in de bezettingstijd het leven lieten voor de vrijheid van meningsuiting. Vertegenwoordigers van de pers leggen er dan bloemen. De tekst van Jan H. de Groot luidt:

## Trivia
- Het boek 'De puinhopen van acht jaar Paars' van Pim Fortuyn werd op 14 maart 2002 in perscentrum Nieuwspoort gepresenteerd, waarbij het zogeheten taartincident plaatsvond.
- Sinds 2007 wordt bij elk lustrum van Nieuwspoort de Prijs van het Vrije Woord uitgereikt.
- In 2020 werden in Nieuwspoort evangelische gebedsvieringen gehouden.